# Charitopes collaris
Charitopes collaris är en stekelart som beskrevs av Henry Keith Townes, Jr. 1983. Charitopes collaris ingår i släktet Charitopes och familjen brokparasitsteklar. Inga underarter finns listade i Catalogue of Life.